# Park Ji-yoon (người dẫn chương trình)
Park Ji Yoon (sinh ngày 23 tháng 3 năm 1979) là một MC người Hàn Quốc. Cô từng là phát thanh viên trực thuộc KBS từ năm 2004, sau đó rời đài vào năm 2008 để trở thành MC tự do.
Park Ji Yoon còn có biệt danh là "bà cô tham vọng".

## Tiểu sử
Park Ji Yoon sinh ra và lớn lên tại thành phố Masan, tỉnh Gyeongsang Nam, Hàn Quốc. Cô vượt qua kỳ thi tuyển phát thanh viên và gia nhập KBS năm 2004. Đến tháng 29/3/2008, Park Ji Yoon trở thành MC cho chương trình Star Golden Bell.
Park Ji Yoon rời KBS vào tháng 4 năm 2009. Sau khi rời KBS, Park Ji Yoon ký hợp đồng với "Stom E&F" cho đến năm 2010 thì chuyển sang "Mystique 89", cùng công ty với ca sĩ Park Ji Yoon. Bắt đầu từ năm 2015, Park Ji Yoon làm MC cho chương trình về ẩm thực Gourmet Road. Cô cũng từng xuất hiện trong bộ phim Reply 1997 và Reply 1988.
Từ năm 2014, Park Ji Yoon trở thành thành viên cố định cho chương trình truyền hình thực tế Crime Scene do kênh JTBC sản xuất.
Park Ji Yoon gặp Choi Dong Seok khi cả hai còn là phát thanh viên của KBS và kết hôn sau 4 năm hẹn hò vào ngày 11 tháng 9 năm 2009. Cô sinh con gái đầu lòng, Choi Da In, vào ngày 22/10/2010 và sinh con trai thứ 2, Choi Yi An, ngày 4/2/2014.

## Sự nghiệp

### Movie
- Because I Love You (2017)... người dẫn chương trình radio (voice)

### Phim truyền hình
- SBS《Big Thing》 - cameo
- tvN《Reply 1997》 - cameo
- tvN《Reply 1988》 - cameo
- SBS《Entertainer》 - cameo

### Chương trình truyền hình

#### MC
- KBS 1TV《장사의 신》
- CGNTV《지구촌 반상회》
- JTBC 《Ssulzun》
- KBS2《스타 골든벨 1학년 1반》
- KBS1《KBS Trot Festival》
- KBS1《오천만의 일급비밀》
- KBS2《Classic Odyssey》
- KBS1《KBS Sports 9》 - cuối tuần
- KBS2《KBS 8 Morning News Time》
- KBS1《쏙쏙 어린이 경제나라》
- KBS1《Hometown Report》
- KBS1《카네이션 기행》
- KBS1《Love on the Air》
- KBS1《휴먼다큐 사미인곡》
- EBS《Parents》
- JTBC《Cafe Of Happiness》
- Mnet《소녀펀치》
- Mnet《M WIDE ENEWS》
- MBN《Chungmuro Chattering》
- MBC《우리들의 일밤 - 매직콘서트 이것이 마술이다》
- JTBC《닥터의 승부》
- Channel A 《High Speed Secret Show: Money, Come Out in the Blink of Eye》
- CGNTV《힐링 유》
- TV Chosun《Story Jobs》
- 스토리온《내공있는 여자 100인의 선택》
- Trend《명품의 탄생: Scandal》
- JTBC《Bounce》
- tvN《COME ON BABY》
- tvN《I Need More Romance》
- Story On《Beauty Expedition》
- SBS《Cook King Korea》
- K-STAR《Gourmet Road》
- KBS1《Mother's Diary》
- tvN《성적욕망》
- JTBC《키즈 돌직구쇼 - 내 나이가 어때서》
- CH CGV《Movie Stalker》
- Channel A《구원의 밥상》
- JTBC《Serial Shopping Family》
- CGNTV《지구촌 반상회》
- KBS2《My Husband Is a Foreigner》
- KBS2《Crisis Escape No. 1》
- tvN 《My Mathemathics Puberty》
- E Channel 《Is Separation A Big Deal?》- hiện tại

#### Khách mời
- MBC 《Radio Star》
- SBS 《Running Man》
- SBS《야심만만 2》
- KBS2 《Superman Returns》
- KBS2 《Battle Trip》
- KBS2 《Talents for sale》
- KBS2 《Happy Together》
- KBS2 《Hello Counselor》
- tvN 《Taxi》

#### Người chơi cố định
- JTBC《Crime Scene》

### Chương trình radio
- 2015년 EBS FM 《EBS 책 읽는 라디오 낭독 시리즈》
- KBS 《Park Ji Yoon Gayo Plaza》

### Quảng cáo
- P&G 다우니
- AIA생명
- 농심 안성탕면

## Giải thưởng
| Năm  | Giải                     | Hạng mục                       | Nominated work   | Kết quả   |
| ---- | ------------------------ | ------------------------------ | ---------------- | --------- |
| 2006 | KBS Entertainment Awards | Best Newcomer Award in Variety |                  | Đoạt giải |
| 2007 | KBS Entertainment Awards | Excellence Award in Variety    | Star Golden Bell | Đoạt giải |